# Gabdułła Buzurbajew
Gabdułła Uruzbajewicz Buzurbajew (ros. Габдулла Уразбаевич Бузурбаев, kaz. Ғабдолла Оразбайұлы Бұзырбаев, ur. 1 listopada 1908 w aule Utcze w guberni tomskiej, zm. 26 grudnia 1941 k. Ałma-Aty) – radziecki działacz partyjny i dziennikarz narodowości kazachskiej.

## Życiorys
Od 1928 należał do WKP(b), 1928-1931 był słuchaczem fakultetu robotniczego w Omsku, 1931-1934 służył w Armii Czerwonej. W latach 1934–1937 studiował w Nowosybirskim Instytucie Marksizmu-Leninizmu, 1938-1938 kierował Wydziałem Historycznym Komitetu Obwodowego WKP(b) w Nowosybirsku, 1938-1940 był starszym wykładowcą Nowosybirskiego Wieczorowego Państwowego Instytutu Pedagogicznego. Od 1938 był dyrektorem Nowosybirskiego Zjednoczonego Wydawnictwa Państwowego, potem do 1940 redaktorem naczelnym pisma "Sibirskije ogni", 1940 otrzymał tytuł kandydata nauk historycznych. Od 1940 do czerwca 1941 był zastępcą kierownika Wydziału Propagandy i Agitacji KC Komunistycznej Partii (bolszewików) Kazachstanu, od 1940 do 26 grudnia 1941 zastępcą przewodniczącego Kazachskiej Filii Akademii Nauk ZSRR, jednocześnie od 26 czerwca 1941 do końca życia sekretarzem KC KP(b)K ds. propagandy i agitacji. 5 listopada 1940 został odznaczony Orderem Znak Honoru. Zginął w katastrofie lotniczej pod Ałma-Atą.